# DJ Khaled
DJ Khaled (* 26. listopadu 1975 Miami, Florida, USA) je americký DJ a hudební producent s palestinskými kořeny. Dříve používal pseudonym Arab Attack, který si však změnil po útocích z 11. září 2001. Působil jako DJ radia WEDR, pořadu "99 Jamz" a jako DJ skupiny Terror Squad. V roce 2009 se stal presidentem podlabelu Def Jam South a vede také vlastní label We the Best Music Group.
Jeho prvním albem, které dosáhlo na 1. příčku v žebříčku Billboard 200, bylo až v pořadí deváté s názvem Major Key (2016). První písní, která se vyšplhala na 1. příčku žebříčku Billboard Hot 100 byla "I'm the One" (ft. Justin Bieber, Quavo, Chance the Rapper a Lil Wayne) z alba Grateful (2017). Z téhož alba pochází i jeho druhá nejúspěšnější píseň "Wild Thoughts" (ft. Rihanna a Bryson Tiller) (2. příčka).

## Produkce
Za svou kariéru vytvořil beaty pro umělce jako jsou: Terror Squad, Fabolous, Pitbull nebo Rick Ross.

## Diskografie

### Studiová alba
| Rok  | Album                                                                                                  | Nejvyšší umístění v hitparádě | Nejvyšší umístění v hitparádě | Nejvyšší umístění v hitparádě | Certifikace                           |
| Rok  | Album                                                                                                  | US 200                        | US Hip-Hop                    | US Rap                        | Certifikace                           |
| ---- | --- | ----------------------------- | ----------------------------- | ----------------------------- | ------------------------------------- |
| 2006 | Listennn... the Album - Vydáno: 6. června 2006 - Vydavatel: Terror Squad, KOCH                         | 12                            | 3                             | 3                             | US: /                                 |
| 2007 | We the Best - Vydáno: 12. června 2007 - Vydavatel: Terror Squad, KOCH                                  | 8                             | 2                             | 2                             | US: /                                 |
| 2008 | We Global - Vydáno: 16. září 2008 - Vydavatel: We the Best, Terror Squad, KOCH                         | 7                             | 4                             | 3                             | US: /                                 |
| 2010 | Victory - Vydáno: 2. března 2010 - Vydavatel: We the Best, Terror Squad, E1                            | 14                            | 5                             | 2                             | US: /                                 |
| 2011 | We the Best Forever - Vydáno: 19. července 2011 - Vydavatel: We the Best, Cash Money, Universal Motown | 5                             | 2                             | 1                             | US: /                                 |
| 2012 | Kiss the Ring - Vydáno: 21. srpna 2012 - Vydavatel: We the Best, Cash Money, Universal Republic        | 4                             | 3                             | 2                             | US: /                                 |
| 2013 | Suffering from Success - Vydáno: 22. října 2013 - Vydavatel: We the Best, Cash Money, Republic         | 7                             | 2                             | 2                             | US: /                                 |
| 2015 | I Changed Alot - Vydáno: 23. října 2015 - Vydavatel: We the Best, RED, Sony Music                      | 12                            | 2                             | 1                             | US: /                                 |
| 2016 | Major Key - Vydáno: 29. července 2016 - Vydavatel: We the Best, Epic                                   | 1                             | 1                             | 1                             | US: platinové CAN: zlaté              |
| 2017 | Grateful - Vydáno: 23. června 2017 - Vydavatel: We the Best, Epic                                      | 1                             | 1                             | 1                             | US: 2x platinové CAN: zlaté           |
| 2019 | Father of Asahd - Vydáno: 17. května 2019 - Vydavatel: We the Best, Epic                               | 2                             | 1                             | 1                             | US: platinové CAN: zlaté UK: stříbrné |
| 2021 | Khaled Khaled - Vydáno: 30. dubna 2021 - Vydavatel: We the Best, Epic                                  | 1                             | 1                             | 1                             | US: platinové                         |
| 2022 | God Did - Vydáno: 26. srpna 2022 - Vydavatel: We the Best, Epic                                        | 1                             | 1                             | 1                             |                                       |

### Úspěšné singly
Singly umístěné v žebříčku Billboard Hot 100:
- 2006 - "Holla at Me" (ft. Lil Wayne, Paul Wall, Fat Joe, Rick Ross a Pitbull)
- 2007 - "We Takin' Over" (ft. Akon, T.I., Rick Ross, Fat Joe, Birdman a Lil Wayne)
- 2007 - "I'm So Hood" (ft. T-Pain, Trick Daddy, Rick Ross a Plies)
- 2008 - "Out Here Grindin'" (ft. Akon, Rick Ross, Plies, Lil Boosie, Ace Hood a Trick Daddy)
- 2008 - "Go Hard" - (ft. Kanye West a T-Pain)
- 2010 - "All I Do is Win" (ft. T-Pain, Ludacris, Rick Ross a Snoop Dogg)
- 2011 - "I'm on One" (ft. Drake, Rick Ross a Lil Wayne)
- 2012 - "Take It to the Head" (ft. Chris Brown, Rick Ross, Nicki Minaj a Lil Wayne)
- 2012 - "I Wish You Would" (ft. Kanye West a Rick Ross)
- 2013 - "No New Friends" (ft. Drake, Rick Ross a Lil Wayne)
- 2014 - "Hold You Down" (ft. Chris Brown, August Alsina, Future a Jeremih)
- 2015 - "How Many Times" (ft. Chris Brown, Lil Wayne a Big Sean)
- 2016 - "For Free" (ft. Drake)
- 2016 - "I Got Keys" (ft. Jay-Z a Future)
- 2016 - "Holy Key" (ft. Big Sean, Kendrick Lamar a Betty Wright)
- 2016 - "Do You Mind" (ft. Nicki Minaj, Chris Brown, August Alsina, Jeremih, Future a Rick Ross)
- 2017 - "Shining" (ft. Beyoncé a Jay-Z)
- 2017 - "I'm the One" (ft. Justin Bieber, Quavo, Chance the Rapper, Lil Wayne)
- 2017 - "To the Max" (ft. Drake)
- 2017 - "Wild Thoughts" (ft. Rihanna a Bryson Tiller)
- 2018 - "Top Off" (ft. Jay-Z, Future a Beyoncé)
- 2018 - "No Brainer" (ft. Justin Bieber, Chance the Rapper a Quavo)
- 2019 - "Higher" (ft. Nipsey Hussle a John Legend)
- 2019 - "Just Us" (ft. SZA)
- 2019 - "You Stay" (ft. Meek Mill, J Balvin, Lil Baby a Jeremih)
- 2020 - "Greece" (ft. Drake)
- 2020 - "Popstar" (ft. Drake)
- 2021 - "Every Chance I Get" (ft. Lil Baby a Lil Durk)
- 2021 - "I Did It" (ft. Post Malone, Megan Thee Stallion, Lil Baby a DaBaby)
- 2021 - "Body in Motion" (ft. Bryson Tiller, Lil Baby a Roddy Ricch)
- 2022 - "Staying Alive" (ft. Drake a Lil Baby)